# Jeffrey Ravetch
Jeffrey Victor Ravetch (né le 3 mai 1951) est professeur et directeur du laboratoire de génétique moléculaire et d'immunologie de l'université Rockefeller.

## Jeunesse et formation
Ravetch obtient son baccalauréat à l'Université Yale en 1973 en biophysique moléculaire et biochimie en travaillant avec Donald Crothers sur les propriétés thermodynamiques et cinétiques des oligoribonucléotides synthétiques. Il obtient un doctorat de l'Université Rockefeller en 1978 en génétique bactérienne travaillant dans le laboratoire de Norton Zinder et Peter Model au laboratoire de génétique de Rockefeller et un doctorat en médecine de la faculté de médecine de l'Université Cornell en 1979. Il effectue des études postdoctorales aux National Institutes of Health avec Philip Leder, où il identifie et caractérise les gènes des anticorps humains et les éléments d'ADN impliqués dans la recombinaison switch. De 1982 à 1996, il est membre du corps professoral du Memorial Sloan-Kettering Cancer Center et du Cornell Medical College. Ensuite, Ravetch est professeur Theresa et Eugene M. Lang au laboratoire Leonard Wagner de génétique moléculaire et d'immunologie de l'université Rockefeller,,,,,.
Ravetch a révélé les mécanismes par lesquels les anticorps médiatisent et régulent leurs diverses fonctions effectrices in vivo à travers la caractérisation de la diversité structurelle et fonctionnelle de la région Fc et leurs interactions avec la famille de récepteurs Fc qu'il a définie.

## Récompenses
- Prix William B. Coley, Institut de recherche sur le cancer, 2007
- Prix international Gairdner, 2012[7],[8],[9]
- Prix Sanofi-Institut Pasteur, 2012[10]
- Prix Wolf de médecine, 2015[11],[12],[13]
- Prix Ross de médecine moléculaire, 2017[14]
- Médaille et prix Robert Koch, 2018[15]